# Denis Betts
Pour les articles homonymes, voir Betts.

a Compétitions nationales et continentales officielles uniquement.

b Matchs officiels uniquement.
Denis C. Betts (né le 14 septembre 1969) est un ancien joueur anglais de rugby à XIII reconverti entraîneur. Il a joué comme deuxième ligne pour Wigan en Rugby Football League Championship et en Super League, ainsi que pour les Auckland Warriors. Il a été sélectionné pour l'équipe d'Angleterre et de Grande-Bretagne.

## Biographie
Betts signe pour Wigan, en provenance de Leigh Miners ARL, le 14 octobre 1986. Sous les couleurs wiganers, il remporte six championnats, sept coupes d'Angleterre, quatre Regal Trophy et deux coupes du Lancashire. Il reçoit, à titre individuel, le Lance Todd Trophy (1991) et le Man of Steel Award (1995).
Il joue aussi trois World Club Challenge, en remportant deux face aux Penrith Panthers en 1991 et face aux Brisbane Broncos en 1994. Il a aussi eu l'honneur de marquer le premier essai de Wigan dans son nouveau stade du JJB Stadium.
En 1995, il part jouer dans le championnat australien, au sein des Auckland Warriors. Il retourne à Wigan en 1998.
Il est sélectionné 32 fois pour la Grande-Bretagne avec qui il participe à trois tournées (1990, 1992 et 1996). Il a été le vice-capitaine de l'équipe d'Angleterre, finaliste de la coupe du monde 1995.
Après sa retraite de joueur en 2001, il devient l'entraîneur des moins de 18 ans de Wigan. De 2004 à 2005, il devient celui de l'équipe première et sera remplacé par Ian Millward.
Betts a évolué au sein de l'équipe de jeunes de Manchester United.
En 2010, il prend en main l'équipe des Vikings de Widnes qu'il emmène en Super League et y reste huit saisons. Finalement, il est démis de ses fonctions en mai 2018.